# Консул (глубоководный аппарат)
АС-39 «Консул» — российский глубоководный обитаемый аппарат проекта 16811 (его название расшифровывается как «конкреции сульфида») для подводно-технических и аварийно-спасательных работ, а также установки на подводные объекты маяков-ответчиков и доставки на грунт и подъёма на поверхность оборудования массой до 200 кг. Второй аппарат, спроектирован по модернизированному проекту 16810 «Русь». Построен на «Адмиралтейских верфях» в Санкт-Петербурге по заказу Министерства обороны Российской Федерации. Аппарат прошёл все испытания и 23 ноября 2011 года принят на вооружение ВМФ России.

## История проекта
В 1989 г. была проведена корректировка проекта 16810 под морскую геологоразведку по требованию Морского регистра СССР и выпущена рабочая конструкторская документация. Заказчиком второго аппарата проекта 16811 «Консул» до 1992 г. было Министерство геологии СССР, затем Федеральное агентство по недропользованию. В 1991—1992 годах была начата подготовка к строительству аппарата на «Адмиралтейских верфях», но в середине 90-х годов, при готовности аппарата 62 %, в связи с отсутствием финансирования от Министерства природных ресурсов, строительство аппарата было прекращено. В целях обеспечения финансирования проект был передан в ведение Главного управления глубоководных исследований Минобороны России. 30 октября 2009 года аппарат был спущен на воду. В течение 2010 г. аппарат совершал погружения на Балтике и в октябре этого же года успешно прошел 1 этап государственных испытаний. В 2011 году в Атлантическом океане прошел глубоководный этап государственных испытаний. 14 мая 2011 года успешно завершились государственные испытания головного аппарата АС-39. Первое погружение произведено на половинную глубину под командованием начальника ГУГИ МО РФ А. В. Буриличева, была достигнута глубина 3 140 метров. Погружение на полную глубину было осуществлено Ю. Ю. Кургановым, Д. В. Боевым и М. В. Кузьмичёвым на глубину 6 270 метров. 9 сентября 2011 года на ОАО «Адмиралтейские верфи» был подписан приёмный акт. Аппарат был принят ВМФ России в эксплуатацию 23 ноября 2011 года.
13 декабря 2011 года на Северном флоте состоялась торжественная церемония подъёма флага ВМФ России на глубоководном обитаемом аппарате. «Консул» официально вошел в состав флота.

## Разработка
«Консул» является дальнейшим развитием глубоководного аппарат проекта «Русь» и схож с ним по основным характеристикам, но предназначен для проведения геолого-геофизических исследований морского шельфа.
Проект разработан Санкт-Петербургским морским бюро машиностроения «Малахит». Корпус со стенками толщиной 75 мм выполнен из высокопрочного титанового сплава ПТ-3В, специально разработанного в Центральном научно-исследовательском институте конструкционных материалов «Прометей».

## Назначение
- классификация и видеосъёмка объектов на морском дне;
- выполнение подводных технических работ с помощью манипуляторного устройства;
- обследование подводных сооружений и объектов;
- доставка на грунт или подъём на поверхность предметов массой до 200 кг.

## Конструкция
Сферический прочный корпус аппарата выполнен из титанового сплава. Лёгкий корпус выполнен из стеклопластика с заполнением высокопрочным сферопластиком. Иллюминаторы выполнены из органического стекла и расположены в носовой части аппарата.
Аппарат оборудован манипуляторным комплексом СМК-1, в состав которого входит два исполнительных органа, выполненных из титана, пульт управления и два задающих органа. Манипуляторный комплекс разработан отделом ЦНИИ Судового машиностроения.
Двигательная установка — погружные электродвигатели переменного тока: 3 горизонтальных, 2 вертикальных, 1 горизонтальный подруливающий. Питающие аккумуляторные батареи — СП-200М-1 в герметичных контейнерах разгруженного типа.